# Briatecarma de Mágada
Briatecarma (Brihatkarma) ou Briatecarmã (Brihatkarman) foi um rei semilendário da dinastia de Briadrata que governou sobre Mágada em sucessão de Suquexatra, seu pai. Reinou entre 1 127 e 1 105 a.C., segundo algumas reconstituições. Foi sucedido por seu filho Senajita.